# David Byrne (muzyk)
David Byrne (ur. 14 maja 1952 w Dumbarton, Szkocja) – amerykański muzyk szkockiego pochodzenia.
Około 1974/1975 roku, wraz z Chrisem Frantzem i Tiną Weymouth, założył grupę Talking Heads, do której później dołączył Jerry Harrison. Jeden z najbardziej uznanych zespołów lat 80. i jeden z pionierów New Wave wydał osiem popularnych albumów studyjnych, a działalność zakończył w 1991 r.
Płodny artysta wydał następnie dziesięć albumów solowych i był autorem muzyki do kilkunastu filmów i przedstawień teatralnych. Jego szeroko doceniony krytycznie album My Life In The Bush Of Ghosts z 1981, nagrany wraz z Brianem Eno z wykorzystaniem samplingu, uważany jest z perspektywy za dzieło pod niektórymi względami pionierskie. Laureat Oscara, Złotego Globu i nagrody Grammy za muzykę oryginalną do filmu Ostatni cesarz (1987) w reżyserii Bernardo Bertolucciego.
Jest też producentem muzycznym (m.in. minialbum Mesopotamia zespołu The B-52’s z 1982). Założył wytwórnię płytową Luaka Bop specjalizującą się w world music, muzyce pop i wydającą płyty takich muzyków jak Alice Coltrane, Jim White czy Zap Mama.
W 2001 roku Microsoft wybrał wersję jego utworu „Like Humans Do” do zaprezentowania Windows Media Playera w systemie operacyjnym Windows XP.
Zasiadał w jury konkursu głównego na 68. MFF w Wenecji (2011).
Jego twórczość jest zaliczana do takich gatunków jak m.in. art pop i art rock.

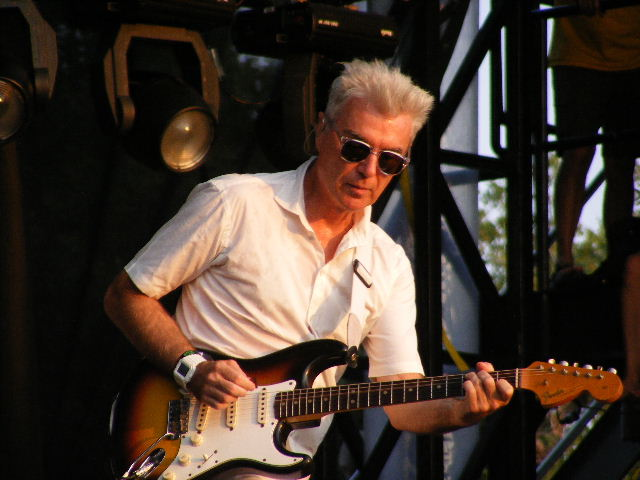
David Byrne w programie muzycznym Austin City Limits (2008)

## Dyskografia
- 1989 Rei Momo
- 1991 The Forest
- 1992 Uh-Oh
- 1994 David Byrne
- 1997 Feelings
- 2001 Look Into the Eyeball
- 2004 Grown Backwards
- 2008 Everything That Happens Will Happen Today (z Brianem Eno)
- 2008 Big Love: Hymnal
- 2010 Here Lies Love (z Fatboy Slimem)
- 2010 Wall Street: Money Never Sleeps (z Craigiem Armstrongiem i Brianem Eno)
- 2012 Love This Giant (ze St. Vincent)
- 2018 American Utopia